# 現金分享計画
現金分享計画（げんきんぶんしょうけいかく、ポルトガル語: Plano de Comparticipação Pecuniária no Desenvolvimento Económico）は、マカオ特別行政区政府が2008年以降、毎年実施している恒常的な現金給付政策であり、すべてのマカオ居民（永久住民・非永久住民）に対し一定額の現金を直接支給する制度である。原則として政府の財政黒字を住民と「共有」するという理念に基づいており、香港の「恒常現金派発計劃」に類似するが、マカオでは法制化されており、制度として恒常化されている点が特徴である。

## 歴史
マカオ特別行政区政府は、2007年から2008年にかけての経済成長および財政黒字を背景に、住民への利益還元策として現金配布の構想を立案した。これにより、2008年に「現金分享計画」が初めて実施され、永久居民に5,000パタカ、非永久居民に3,000パタカが給付された。
2009年以降、本制度は恒常化され、毎年の政府予算案に盛り込まれる形で継続的に支給が行われている。支給額は物価や経済状況を考慮して逐年調整されており、2014年には永久居民に9,000パタカ、2022年には1万パタカが支給された。新型コロナウイルス感染拡大による経済低迷期には、景気刺激策の一環として特別追加給付が行われた。
本制度は住民福祉の向上のみならず、マカオ経済への消費促進や政府への信頼醸成を目的としており、マカオ独自の恒常的な再分配制度として高く評価されている。

## 発給方式
マカオ特別行政区政府は、対象住民の属性や過去の給付受取状況に応じて、現金分享計画を以下のいずれかの方法で支給している：

### 銀行振込（自動送金）
社会保障基金や教育局、税務局等によって指定された各種対象者（例：敬老金・障害金受益者、公務員・退職公務員、奨学生、税還付受領者など）には、本人の銀行口座へ直接自動振込されます。この方式は支給処理が迅速であり、公式スケジュールに基づき順次振込が行われます。

### 郵送による劃線支票
自動振込対象外の一般居民には、指定住所へ劃線支票が郵送されます。支票は本人名義の銀行口座へのみ預け入れ可能です。18歳未満の未成年者が受給対象の場合は、保護者の口座へ入金できるケースもあります。支票の発送は出生日ごとに週単位で振り分けられ、順次送達されます。
さらに、支給に際して以下のサポート体制が整備されています：

### 支給支援センター
2008年7月1日、社会保障基金が「現金分享發放輔助中心」を設立し、支給に関する相談受付や支票の再発行等の支援サービスを提供しています。その後、民政署のサービスセンターへ移管され、引き続き支援窓口として運営されています。

### オンライン手続き対応
対象者は、「一戶通」または現金分享公式ウェブサイトを通じて、支給状況の確認、郵送先住所の変更、支票の再発行申請などが可能です。

## 歴年の支給金額
| 年度 | 永久居民（MOP） | 非永久居民（MOP） | 計画予算（マカオ・パタカ） |
| ---- | --------------- | ----------------- | -------------------------- |
| 2008 | MOP$5,000.00    | MOP$3,000.00      | 26億元                     |
| 2009 | MOP$6,000.00    | MOP$3,600.00      | 32億元                     |
| 2010 | MOP$6,000.00    | MOP$3,600.00      | 32.8億元                   |
| 2011 | MOP$7,000.00    | MOP$4,200.00      | （非公表）                 |
| 2012 | MOP$7,000.00    | MOP$4,200.00      | 41.14億元                  |
| 2013 | MOP$8,000.00    | MOP$4,800.00      | 48.74億元                  |
| 2014 | MOP$9,000.00    | MOP$5,400.00      | 57.86億元                  |
| 2015 | MOP$9,000.00    | MOP$5,400.00      | 57.86億元                  |
| 2016 | MOP$9,000.00    | MOP$5,400.00      | 59.37億元                  |
| 2017 | MOP$9,000.00    | MOP$5,400.00      | 61億2,859万元              |
| 2018 | MOP$9,000.00    | MOP$5,400.00      | 62億3,956万元              |
| 2019 | MOP$10,000.00   | MOP$6,000.00      | 69億9,956万元              |
| 2020 | MOP$10,000.00   | MOP$6,000.00      | 71億10万元                 |
| 2021 | MOP$10,000.00   | MOP$6,000.00      | 72.35億元                  |
| 2022 | MOP$10,000.00   | MOP$6,000.00      | 72.35億元                  |
| 2023 | MOP$10,000.00   | MOP$6,000.00      | （非公表）                 |
| 2024 | MOP$10,000.00   | MOP$6,000.00      | （非公表）                 |
| 2025 | MOP$10,000.00   | MOP$6,000.00      | （非公表）                 |
| 合計 | MOP$144,000.00  | MOP$86,400.00     | -                          |